# David Bortolussi
David Bortolussi (Auch, 21 luglio 1981) è un ex rugbista italo-francese internazionale per l'Italia dal 2006 al 2008.

## Biografia
Nato e cresciuto ad Auch da una famiglia di immigrati friulani, Bortolussi conobbe la sua prima esperienza professionistica nel club della sua città.
Successivamente, si trasferì al Bègles per una stagione, prima di passare al Montpellier, squadra nella quale rimase per cinque stagioni collezionando 59 presenze e 432 punti nel massimo campionato francese.
Nel frattempo, per diritti di ascendenza, esercitò l'opzione di giocare per la Nazionale italiana, con la quale esordì nel 2006 durante i test match estivi; più tardi prese parte anche a quelli autunnali, senza scendere mai in campo durante il Sei Nazioni 2007.
Convocato dal C.T. Pierre Berbizier per la Coppa del Mondo di rugby 2007 in Francia, disputò tutti gli incontri dell'Italia nel torneo marcando 32 punti complessivi e fallendo di misura, nei minuti finali della partita contro la Scozia, il calcio piazzato che avrebbe potuto qualificare gli Azzurri ai quarti di finale.
Gli ultimi incontri internazionali furono quelli al Sei Nazioni 2008, con 20 punti in 2 partite, una delle quali giocata da titolare.
Nell'estate del 2008 Bortolussi si trasferì al Dax, formazione nella quale rimase due stagioni, prima di ritirarsi dal il rugby professionistico e trovare ingaggio nel club di Riscle in Fédérale 2, la quarta divisione nazionale. Qui, oltre a giocare a livello amatoriale, dal 2015 ricoprì la posizione di allenatore dei tre quarti.

## Palmarès
- European Shield: 1
Montpellier: 2003-04